# Qualificazioni al Campionato CONCACAF 1981
Sono elencate di seguito le date e i risultati per le qualificazioni al Campionato CONCACAF 1981.

## Formula
15 membri CONCACAF: 6 posti disponibili per la fase finale. Nessuna squadra è qualificata direttamente alla fase finale. Le squadre e i posti disponibili sono suddivisi in due zone di qualificazione: Nord America (2 posti), Centro America (2 posti), Caraibi (2 posti).
- Zona Nord America: 3 squadre, giocano partite di andata e ritorno, le prime due classificate si qualificano alla fase finale.
- Zona Centro America: 5 squadre, giocano partite di andata e ritorno, le prime due classificate si qualificano alla fase finale.
- Zona Caraibi: due turni di qualificazione:

Primo turno - 2 squadre, giocano partite di andata e ritorno, la vincente accede al secondo turno
Secondo turno - 6 squadre, divise in due gruppi di tre squadre, giocano partite di sola andata, le prime classificate accedono al secondo turno.

## Zona Nord America
| Toronto 18 ottobre 1980 | Canada | 1 – 1 | Messico |  |

| Fort Lauderdale 25 ottobre 1980 | Stati Uniti | 0 – 0 | Canada |  |

| Vancouver 1 novembre 1980 | Canada | 2 – 1 | Stati Uniti |  |

| Città del Messico 9 novembre 1980 | Messico | 5 – 1 | Stati Uniti |  |

| Città del Messico 16 novembre 1980 | Messico | 1 – 1 | Canada |  |

| Fort Lauderdale 23 novembre 1980 | Stati Uniti | 2 – 1 | Messico |  |

| Pos | Squadra     | P.ti | G | V | N | P | GF | GS | DR |
| --- | ----------- | ---- | - | - | - | - | -- | -- | -- |
| 1   | Canada      | 5    | 4 | 1 | 3 | 0 | 4  | 3  | +1 |
| 2   | Messico     | 4    | 4 | 1 | 2 | 1 | 8  | 5  | +3 |
| 3   | Stati Uniti | 3    | 4 | 1 | 1 | 2 | 4  | 8  | -4 |

Canada e Messico si qualificano alla fase finale.

## Zona Centro America
| Panama 2 luglio 1980 | Panama | 0 – 2 | Guatemala |  |

| Panama 30 luglio 1980 | Panama | 0 – 2 | Honduras |  |

| Panama 10 agosto 1980 | Panama | 1 – 1 | Costa Rica |  |

| Panama 24 agosto 1980 | Panama | 1 – 3 | El Salvador |  |

| San José 1 ottobre 1980 | Costa Rica | 2 – 3 | Honduras |  |

| San Salvador 5 ottobre 1980 | El Salvador | 4 – 1 | Panama |  |

| Città del Guatemala 12 ottobre 1980 | Guatemala | 0 – 0 | Costa Rica |  |

| Tegucigalpa 26 ottobre 1980 | Honduras | 0 – 0 | Guatemala |  |

| San Salvador 26 ottobre 1980 | El Salvador | 2 – 0 | Costa Rica |  |

| San José 5 novembre 1980 | Costa Rica | 2 – 0 | Panama |  |

| Città del Guatemala 9 novembre 1980 | Guatemala | 0 – 0 | El Salvador |  |

| Città del Guatemala 16 novembre 1980 | Guatemala | 5 – 0 | Panama |  |

| Tegucigalpa 16 novembre 1980 | Honduras | 1 – 1 | Costa Rica |  |

| San Salvador 23 novembre 1980 | El Salvador | 2 – 1 | Honduras |  |

| San José 26 novembre 1980 | Costa Rica | 0 – 3 | Guatemala |  |

| Tegucigalpa 30 novembre 1980 | Honduras | 2 – 0 | El Salvador |  |

| Città del Guatemala 7 dicembre 1980 | Guatemala | 0 – 1 | Honduras |  |

| San José 10 dicembre 1980 | Costa Rica | 0 – 0 | El Salvador |  |

| Tegucigalpa 14 dicembre 1980 | Honduras | 5 – 0 | Panama |  |

| San Salvador 21 dicembre 1980 | El Salvador | 1 – 0 | Guatemala |  |

| Pos | Squadra     | P.ti | G | V | N | P | GF | GS | DR  |
| --- | ----------- | ---- | - | - | - | - | -- | -- | --- |
| 1   | Honduras    | 12   | 8 | 5 | 2 | 1 | 15 | 5  | +10 |
| 2   | El Salvador | 12   | 8 | 5 | 2 | 1 | 12 | 5  | +7  |
| 3   | Guatemala   | 9    | 8 | 3 | 3 | 2 | 10 | 2  | +8  |
| 4   | Costa Rica  | 6    | 8 | 1 | 4 | 3 | 6  | 10 | -4  |
| 5   | Panama      | 1    | 8 | 0 | 1 | 7 | 3  | 24 | -21 |

Honduras e El Salvador si qualificano alla fase finale.

## Zona Caraibi

### Primo Turno
| Georgetown 30 marzo 1980 | Guyana | 5 – 2 | Grenada |  |

| Saint George's 13 aprile 1980 | Grenada | 2 – 3 | Guyana |  |

Guyana accede al secondo turno.

### Secondo Turno

#### Gruppo 1
| L'Avana 17 agosto 1980 | Cuba | 3 – 0 | Suriname |  |

| Paramaribo 7 settembre 1980 | Suriname | 0 – 0 | Cuba |  |

| Georgetown 28 settembre 1980 | Guyana | 0 – 1 | Suriname |  |

| Paramaribo 12 ottobre 1980 | Suriname | 4 – 0 | Guyana |  |

| L'Avana 9 novembre 1980 | Cuba | 1 – 0 | Guyana |  |

| Linden 30 novembre 1980 | Guyana | 0 – 3 | Cuba |  |

| Pos | Squadra  | P.ti | G | V | N | P | GF | GS | DR |
| --- | -------- | ---- | - | - | - | - | -- | -- | -- |
| 1   | Cuba     | 7    | 4 | 3 | 1 | 0 | 7  | 0  | +7 |
| 2   | Suriname | 5    | 4 | 2 | 1 | 1 | 5  | 3  | +2 |
| 3   | Guyana   | 0    | 4 | 0 | 0 | 4 | 0  | 9  | -9 |

Cuba si qualifica alla fase finale.

#### Gruppo 2
| Port-au-Prince 1 agosto 1980 | Haiti | 2 – 2 | Trinidad e Tobago |  |

| San Fernando 17 agosto 1980 | Trinidad e Tobago | 1 – 0 | Haiti |  |

| Port-au-Prince 12 settembre 1980 | Haiti | 1 – 0 | Antille Olandesi |  |

| Port of Spain 9 novembre 1980 | Trinidad e Tobago | 0 – 0 | Antille Olandesi |  |

| Willemstad 29 novembre 1980 | Antille Olandesi | 0 – 0 | Trinidad e Tobago |  |

| Willemstad 12 dicembre 1980 | Antille Olandesi | 1 – 1 | Haiti |  |

| Pos | Squadra           | P.ti | G | V | N | P | GF | GS | DR |
| --- | ----------------- | ---- | - | - | - | - | -- | -- | -- |
| 1   | Haiti             | 5    | 4 | 2 | 1 | 1 | 4  | 2  | +2 |
| 2   | Trinidad e Tobago | 4    | 4 | 1 | 2 | 1 | 1  | 2  | -1 |
| 3   | Antille Olandesi  | 3    | 4 | 0 | 3 | 1 | 1  | 2  | -1 |

Haiti si qualifica alla fase finale.